# 45300 Thewrewk
Thewrewk (asteróide 45300) é um asteróide da cintura principal, a 2,8320034 UA. Possui uma excentricidade de 0,0865665 e um período orbital de 1 993,96 dias (5,46 anos).
Thewrewk tem uma velocidade orbital média de 16,91548013 km/s e uma inclinação de 10,22865º.
Este asteróide foi descoberto em 1 de Janeiro de 2000 por Krisztián Sárneczky, László Kiss.